# Damenklub Violetta
El Damenklub Violetta (Club de damas Violetta, fundado después de 1926-1933) fue uno de los clubes nocturnos y salones de baile lésbicos más grandes y populares que existieron en Berlín durante la República de Weimar en Alemania, con 400 miembros regulares. Era propiedad y estaba gesionado por Lotte Hahm.

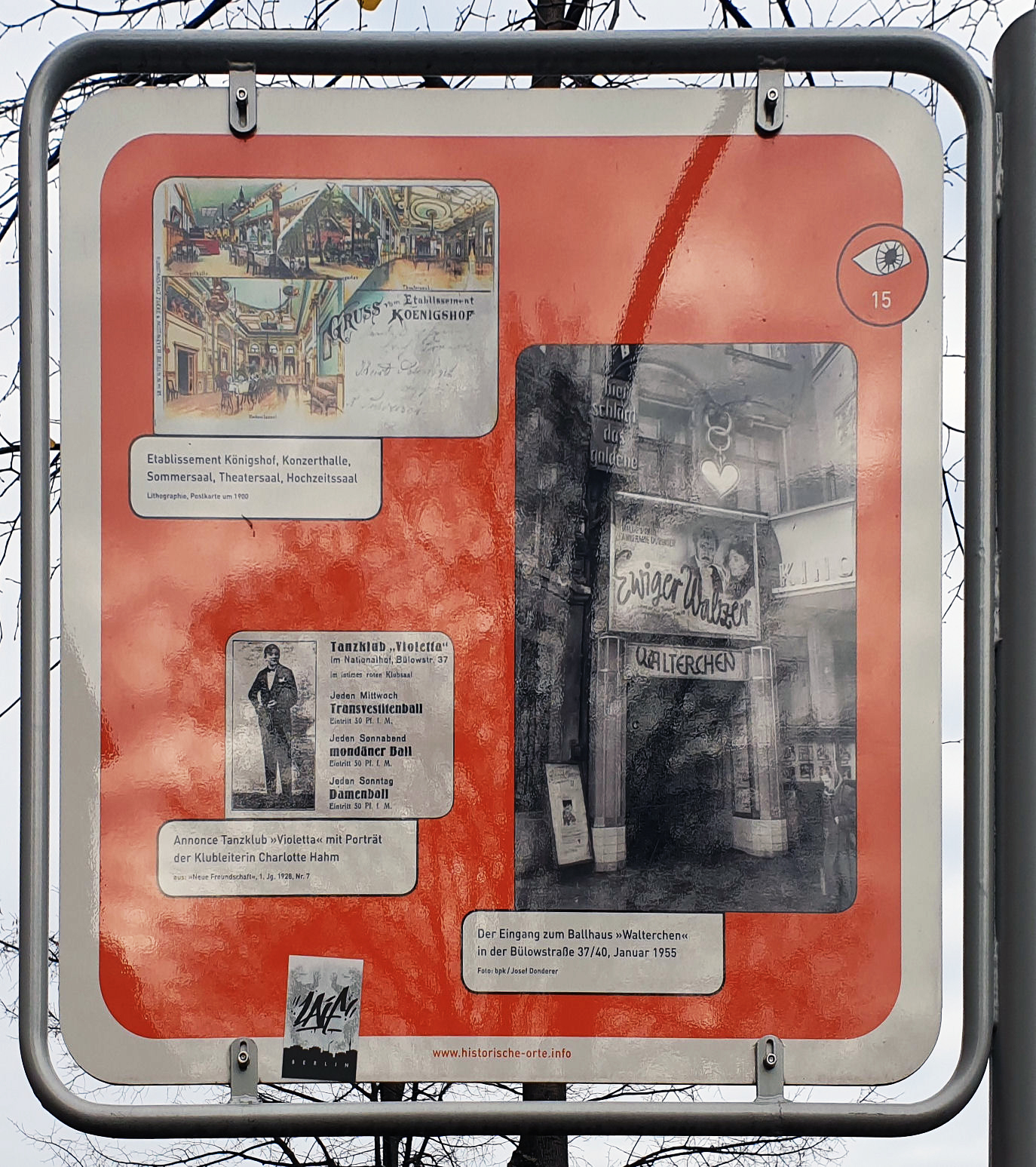
Un anuncio del Damenclub Violetta, en el que aparece Lotte Hahm.

## Historia
La organizadora y activista Lotte Hahm fundó el Damenklub ('club de mujeres') Violetta en Berlín después de su llegada a Berlín en 1926. La palabra "Violetta" (Violeta) era una palabra clave para lesbiana. El club contó con el "baile de damas con tarjeta de visita", "desfiles de moda para mujeres masculinas y travestis" y canciones del himno del orgullo LGBT alemán Das lila Lied.
Era uno de los aproximadamente 50 clubes y bares de lesbianas que había en la ciudad de Berlín en ese momento. El Violetta y otros clubes nocturnos de lesbianas "fueron los sitios que unieron a las mujeres y facilitaron la identificación lésbica".
Las piezas promocionales que Hahm realizaba para el club y sus otros eventos en revistas lésbicas mostraban fotos de ella misma vestida de esmoquin y con el pelo muy corto. Se dice que mujeres famosas como la comediante Claire Waldoff (1884-1957) y la actriz y feminista Senta Söneland (1882-1934) frecuentaban el club. A finales de 1927, el club Violetta fue descrito en la revista Garçonne (Amor de mujeres) como una "organización líder".
En sus inicios, Violetta tenía estrechos vínculos con la Deutscher Freundschaftsverband (DFV), una de las dos organizaciones de masas del movimiento alemán de emancipación homosexual de la época. En 1929, Hahm fusionó 'Violetta' con otro club, el 'Monbijou des Westens' del mismo tamaño, dirigido por Käthe Reinhardt, cortando sus vínculos con el DFV y trasladándolo bajo el techo del Bund für Menschenrecht, aún más grande. La fusión de los dos grandes clubes y el cambio causaron un gran revuelo en el panorama lésbico de la época. En Frauenliebe y DFV se hablaba de traición e intriga. Para justificarlo, Hahm escribió que se habría considerado "grotesco" que "un hombre heterosexual fuera el líder de todas las mujeres homosexuales" y, en segundo lugar, de las irregularidades financieras de Bergmann. Algunas de sus miembros se separaron para reunirse en otro club, el 'Dorian Gray'.
Como activista, el objetivo de Hahm para Violetta era utilizarlo como base para un movimiento nacional por los derechos de las lesbianas y posiblemente también de las personas trans, que también incluía una red de correspondencia.
Con la llegada del nazismo al poder, todos los clubes de lesbianas de Berlín fueron cerrados en 1933. Hahm, sin embargo, continuó organizando eventos lésbicos y trans en Berlín hasta la posguerra de los años cincuenta.